# Serge Ferraton
Serge Ferraton, né le 2 décembre 1945 à Bruay-sur-l'Escaut (Nord) et mort le 18 février 2021 au Centre pénitentiaire de Fresnes (Val-de-Marne), est un criminel français, condamné à la réclusion criminelle à perpétuité en 1978 pour l'assassinat de son épouse, puis d'un enfant de 12 ans, en août et septembre 1974.
Lors de son procès, les médias et l'opinion publique seront frappés par le parcours de cet homme qui a connu les aspects les plus difficiles de l'asile psychiatrique, alors que son cas ne semblait pas le justifier. Son histoire aurait pu constituer une illustration moderne aux théories du philosophe Michel Foucault sur les conséquences désastreuses de l'enfermement des individus par les institutions.
Incarcéré au Centre pénitentiaire de Fresnes, Serge Ferraton est mort le 18 février 2021, sans jamais avoir bénéficié de remise de peine, après un cumul de 60 ans d'enfermement ; soit plus de 46 ans en prison, 10 ans en hôpital psychiatrique, ainsi que 4 années supplémentaires dans un institut médico-pédagogique quand il était enfant.
Cas rare dans les annales judiciaires, ce criminel a publié juste avant d'être jugé une autobiographie (Ferraton, le fou, l'assassin, éditions Solin, 1978) .

## Biographie

### Une jeunesse marquée par l'enfermement
Serge Ferraton est né dans une ville ouvrière de la région de Valenciennes dans le Nord de la France. Issu d'une famille indigente, avec un père violent qui ne peut plus travailler à cause d'un accident et une mère qui peine à nourrir ses enfants, son extrême pauvreté fait qu'il est victime des moqueries de ses camarades. Il se révèle chapardeur, multipliant les larcins, avant le vol d'une grosse somme, au mois de décembre 1955, qui amène un juge des enfants à le placer à 10 ans dans un institut médico-pédagogique (IMP), à Armentières, à quelque 70 kilomètres de sa ville natale. L'institution scolarise des orphelins et des enfants atteints de troubles mentaux, sous la férule de religieuses qui y font régner une discipline de fer et de médecins qui abrutissent les plus turbulents à coups de médicaments. Ferraton racontera que les enfants y sont constamment brimés, leurs élans les plus naturels (rire, courir, chanter, etc.) étant réprimés sans relâche à l'aide de sévices disproportionnés.
L'IMP garde ses pensionnaires jusqu'à 14 ans. Quand il atteint cet âge, le 2 décembre 1959, ses parents, notamment son père qui ne veut plus entendre parler de lui, refusent de l'héberger. La justice ordonne alors son internement dans l'hôpital psychiatrique voisin, lieu de relégation dont il fugue à plusieurs reprises, l'amenant à intégrer le pavillon d'isolement sécuritaire. Ce monde est d'une extrême violence, avec son lot d'intimidations, d'agressions et de viols. La chambre de Ferraton est le lieu du meurtre d'un pensionnaire.
En décembre 1963, Serge Ferraton bénéficie d'une première permission de sortie, afin de passer le réveillon de Noël avec sa famille. Il a alors 18 ans. À la suite de cette permission, Ferraton retourne dans l'hôpital psychiatrique jusqu'en 1965 ; l'établissement concluant que Serge Ferraton est apte à être libéré de l'hôpital psychiatrique.
Début septembre 1965, Serge Ferraton est libéré de l'asile, après près de six ans d'enfermement, mais l'expérience l'a profondément perturbé et a jeté sur lui l'opprobre promis aux « fous ». Il est à peine âgé de 20 ans.  
Dès la mi-septembre 1965, Ferraton est de nouveau interné dans un autre établissement psychiatrique, l'établissement de sûreté de Sarreguemines, sans savoir pour quelle raison ; une voisine l'a dénoncé pour des faits imaginaires, le supposé viol d'un homme. Après une tentative d'évasion, il échappe de peu à la mort en raison des traitements qui lui sont infligés. Il est interné à l'asile psychiatrique d'Armentières, pour, cette fois, une durée de cinq ans et demi.

### L'engrenage criminel
En mars 1971, Serge Ferraton est libéré de asile psychiatrique d'Armentières. Il a alors 25 ans. Il sort avec l'ambition de se construire enfin une vie. Il rencontre Marie-Anne Vasseur, 17 ans, et se marie avec en 1972. Les Ferraton donnent naissance à deux fils ; nés en 1972 et 1974. Le couple a de graves difficultés et Serge doit s'adapter tant bien que mal à une liberté qu'il n'a jamais connue. Il souffre de dépression et d'idées suicidaires. Il travaille dans le bâtiment, mais ne peut garder aucun emploi, étant régulièrement emmené au commissariat de police dès qu'un délit ne trouve pas de coupable. Son épouse, présentée comme volage et inconséquente par la défense de Ferraton, a été incapable d'élever ses enfants.
Le soir du 9 août 1974, au cours d'une dispute à leur domicile de Bruay-sur-l'Escaut, elle lui aurait affirmé qu'un des enfants n'est pas le sien ; de rage il l'étrangle. Le lendemain il part travailler. Il pense d'abord se dénoncer, mais se ravise, de peur d'être une nouvelle fois interné dans un asile psychiatrique. Il enterre le corps dans une dalle de béton qu'il coule à l'occasion dans sa cave. Aux voisins, il raconte que sa femme est partie. Il sombre dans l'alcoolisme. Le crime passe inaperçu durant cinq semaines.
Le soir du 13 septembre 1974, il ramasse en voiture deux garçons qu'il emmène dans la forêt de Raismes. Il viole puis défonce le crâne du plus jeune d'entre eux, âgé de 12 ans. L'autre, laissé en vie, le dénoncera. Ferraton est arrêté le soir même. Lors de sa garde à vue, il avoue ce meurtre, ainsi que celui commis le mois précédent. S'il explique facilement pourquoi il a tué son épouse, dans un accès de colère, il restera plus vague sur le mobile du viol suivi d'homicide, commis selon lui sous l'emprise de la boisson: « Un peu une façon de me dire à moi-même: "De toute façon je suis bon pour l'asile, mais le mal qui m'a été fait va se payer, car ce mal qui m'a été fait, pour qui n'a pas peur de la vérité et de la réalité, est responsable de tout" ». Serge Ferraton est inculpé pour les deux meurtres et emprisonné. 

### Instruction et examen psychiatrique
Âgé d'à peine 29 ans au moment de ses deux meurtres et de son incarcération, Ferraton cumule déjà 14 années d'enfermement. Le débat lors de l'instruction ne portera pas sur sa culpabilité, mais sur sa responsabilité. Serge Ferraton, qui redoute plus que tout un nouvel internement, souhaite être reconnu comme responsable de ses actes, sans craindre aucunement d'être exécuté.
Dès la fin 1974, il écrit à cette fin le récit de son parcours jusqu'à son arrestation. Une fois son autobiographie terminée en 1976, la description saisissante de l'engrenage meurtrier de Ferraton est proposé à des éditeurs par l'expert-psychiatre auprès de la cour d'assises. 
Ferraton, le fou, l'assassin, long d'une centaine de pages, paraît en janvier 1978. « Récit bouleversant, insupportable, terrible de ce qu'on ose à peine nommer une "vie" ; non pas un "curriculum vitae", mais un "curriculum mortis" », commente Le Monde.
La cohérence du discours de l'inculpé, notamment écrit, incitera les experts à recommander son renvoi devant une cour d'assises.

### Procès, condamnation, détention et mort
Le 13 décembre 1978, le procès de Serge Ferraton se tient devant les assises du Nord à Douai. Admettant la gravité des faits, l'accusé réclame non pas de bénéficier de la clémence, mais d'être entendu au sujet de tout ce qu'il a subi avant de tuer, déclarant: « Je suis fini. Le jeu aussi. Mais qu'on m'écoute ». Les médias et l'opinion publique découvrent un homme brisé par une psychiatrie plus répressive que médicale, aux moyens dérisoires et aux traitements indignes (mise à l'isolement prolongé, médication, électrochocs, lobotomie). Ce système mal connu, voire caché au grand public, et devenu en principe illégal, est unanimement condamné, mais il faudra de longues années pour le réformer. 
Le 15 décembre 1978, sans surprise, l'avocat général réclame la peine de mort, mais le jury condamne l'accusé à la réclusion criminelle à perpétuité, lui trouvant quelques circonstances atténuantes, et ne retenant pas la préméditation. 
Serge Ferraton est potentiellement libérable depuis septembre 1989.
En 2006, un documentaire relatant l'Affaire Ferraton, précise que, à la suite de multiples demandes de libération rejetées, Serge Ferraton purge toujours sa peine de réclusion criminelle à perpétuité et que nul ne le libérera, de crainte que Ferraton ne récidive et ne tue de nouveau. 
Le 18 février 2021, déjà très affaibli par plus de 46 ans de détention, Serge Ferraton meurt au Centre pénitentiaire de Fresnes, à l'âge de 75 ans. Depuis son incarcération, en septembre 1974, Ferraton n'a jamais retrouvé le moindre jour de liberté. Il aura vécu près de 62 ans d'enfermement, au total de sa détention et de ses internements en psychiatrie.

## Documentaire télévisé
- « Ferraton, fou à tuer » le 13 janvier 2007 et 26 décembre 2013 dans 50 ans de faits divers sur 13e rue et sur Planète+ Justice